# John James Rambo
Joseph John James Rambo is een personage uit het boek First Blood van David Morrell uit 1972, waarop de gelijknamige film Rambo: First Blood is gebaseerd. Daarnaast is hij ook het hoofdpersonage in de vervolgfilms: Rambo: First Blood Part II, Rambo III, Rambo en Rambo: Last Blood. In de films wordt Rambo gespeeld door Sylvester Stallone.

## De Vietnamveteraan
John James Rambo werd geboren op 6 juli 1946 in Bowie, Arizona. Rambo had een normale jeugd, ging naar school en had veel vrienden. Op 6 augustus 1964 meldde Rambo zich voor het Amerikaanse leger. Hier werd Rambo geselecteerd voor de Amerikaanse Special Forces (ook wel bekend als de "Green Berets"). Zijn opleiding vond plaats in Fort Bragg, North Carolina onder leiding van kolonel Samuel Trautman.
Toen Amerika deelnam aan de Vietnamoorlog werd hij in het najaar van 1969 naar Vietnam gestuurd. Hij werd ingedeeld bij de 5th Special Forces Group. In november 1971 werd hij door Noord-Vietnamese soldaten gevangengenomen en opgesloten in een krijgsgevangenenkamp vlak bij de Chinees-Vietnamese grens. Tot 1972 zat hij daar met enkele andere Amerikaanse krijgsgevangenen gevangen. In mei 1972 ontsnapte hij. Hij keerde terug naar zijn eenheid. Op 17 september 1974 werd hij eervol ontslagen uit het leger en keerde terug naar de Verenigde Staten. Thuis kwam hij erachter dat veel Amerikaanse burgers een hekel hadden aan de Amerikaanse veteranen die in Vietnam hebben gevochten. De oorlog in Vietnam was inmiddels voorbij. Door zijn traumatische ervaringen in de oorlog leed Rambo aan een posttraumatische stressstoornis.

## In de Populaire Cultuur
Na het uitkomen van de films met Sylvester Stallone groeide Rambo uit tot een cultureel icoon. Rambo kreeg de betekenis van "ruwe, agressieve man die voorstander is van fysiek geweld", waarnaar vaak werd verwezen.